# Čaukhamba
Čaukhamba je horský masiv nacházející se v pohoří Himálaj v indickém státě Uttarákhand. Nejvyšším vrcholem masivu je Čaukhamba I.

## Charakteristika
Čaukhamba znamená čtyři pilíře a její název tak odkazuje na čtyři vrcholy:
| Čaukhamba I   | 7 138 m |
| Čaukhamba II  | 7 088 m |
| Čaukhamba III | 6 995 m |
| Čaukhamba IV  | 6 854 m |

## Prvovýstup
Po neúspěšných pokusech v letech 1938 a 1939 provedli úspěšný prvovýstup na vrchol Čaukhamba dne 13. června 1952 Lucien George a Victor Russenberger - švýcarští členové francouzské expedice. Vystoupili na vrchol severovýchodní stranu.